# Jonathan Rommelmann
Jonathan Rommelmann, né le 18 décembre 1994, est un rameur allemand.

## Palmarès

### Jeux olympiques
| Épreuve / Édition           | Épreuve / Édition           | Tokyo 2020 |
| --------------------------- | --------------------------- | ---------- |
| Deux de couple poids légers | Deux de couple poids légers | 2e         |

### Championnats du monde
- 2015 à Aiguebelette,  France
  -  Médaille d'argent en quatre de couple poids légers.
- 2019 à Ottensheim,  Autriche
  -  Médaille de bronze en deux de couple poids légers.

### Championnats d'Europe
- 2019 à Lucerne,  Suisse
  -  Médaille d'or en deux de couple poids légers.
- 2020 à Poznań,  Pologne
  -  Médaille d'argent en deux de couple poids légers.
- 2021 à Varèse,  Italie
  -  Médaille d'argent en deux de couple poids légers.